# ALICE I
『ALICE I』（アリス・ワン）は、1972年9月5日にアリスがリリースした、1作目のオリジナル・アルバム。

## 概要
同年5月にシングル「走っておいで恋人よ」でメジャー・デビューしたアリスであるが、同曲は本作へ収録されなかった。
同年7月にリリースされたシングル『明日への讃歌』が収録されている。シングル盤の音源とは伴奏が大きく異なる。
1992年に初CD化され、1998年,2001年,2006年（紙ジャケット仕様）,2011年にも再リリースされている。

## 収録曲

### LP盤 / CT盤
| 全作詞: 谷村新司。 |                    |           |          |      |
| #                  | タイトル           | 作詞      | 作曲     | 時間 |
| 1.                 | 「アリスの飛行船」 | 谷村新司  | 谷村新司 | 3:20 |
| 2.                 | 「冬が終って」     | 谷村新司  | 堀内孝雄 | 2:52 |
| 3.                 | 「ティンカベル」   | 谷村新司  | 堀内孝雄 | 2:56 |
| 4.                 | 「羊飼いの詩」     | 谷村新司  | 堀内孝雄 | 2:29 |
| 5.                 | 「何も言わずに」   | 谷村新司  | 谷村新司 | 4:48 |
| 合計時間:          | 合計時間:          | 合計時間: | 16:25    |      |

| 全作詞: 谷村新司。 |                                    |           |          |      |
| #                  | タイトル                           | 作詞      | 作曲     | 時間 |
| 1.                 | 「木枯らしの街」                   | 谷村新司  | 谷村新司 | 3:39 |
| 2.                 | 「ブラウンおじさん」               | 谷村新司  | 谷村新司 | 3:29 |
| 3.                 | 「ティー・タイム－ナレーション－」 | 谷村新司  |          | 4:36 |
| 4.                 | 「好きじゃないってさ」             | 谷村新司  | 谷村新司 | 2:27 |
| 5.                 | 「移り行く時の流れに」             | 谷村新司  | 堀内孝雄 | 2:34 |
| 6.                 | 「明日への讃歌」                   | 谷村新司  | 谷村新司 | 4:32 |
| 合計時間:          | 合計時間:                          | 合計時間: | 21:17    |      |

### CD盤
| 全作詞: 谷村新司。 |                                    |           |          |      |
| #                  | タイトル                           | 作詞      | 作曲     | 時間 |
| 1.                 | 「アリスの飛行船」                 | 谷村新司  | 谷村新司 | 3:20 |
| 2.                 | 「冬が終って」                     | 谷村新司  | 堀内孝雄 | 2:52 |
| 3.                 | 「ティンカベル」                   | 谷村新司  | 堀内孝雄 | 2:56 |
| 4.                 | 「羊飼いの詩」                     | 谷村新司  | 堀内孝雄 | 2:29 |
| 5.                 | 「何も言わずに」                   | 谷村新司  | 谷村新司 | 4:48 |
| 6.                 | 「木枯らしの街」                   | 谷村新司  | 谷村新司 | 3:39 |
| 7.                 | 「ブラウンおじさん」               | 谷村新司  | 谷村新司 | 3:29 |
| 8.                 | 「ティー・タイム－ナレーション－」 | 谷村新司  |          | 4:36 |
| 9.                 | 「好きじゃないってさ」             | 谷村新司  | 谷村新司 | 2:27 |
| 10.                | 「移り行く時の流れに」             | 谷村新司  | 堀内孝雄 | 2:34 |
| 11.                | 「明日への讃歌」                   | 谷村新司  | 谷村新司 | 4:32 |
| 合計時間:          | 合計時間:                          | 合計時間: | 37:42    |      |

## 楽曲解説

### SIDE 1
1. 「アリスの飛行船」
2. 「冬が終って」
1998年、堀内がシングル｢カラスの女房｣のC/W曲でリメイクしている。
3. 「ティンカベル」
4. 「羊飼いの詩」
5. 「何も言わずに」

### SIDE 2
1. 「木枯らしの街」
2. 「ブラウンおじさん」
3. 「ティー・タイム－ナレーション－」
メンバーのトークが収録されている。
ここでメンバーが飲んでいるのはコーヒー。
4. 「好きじゃないってさ」
5. 「移り行く時の流れに」
6. 「明日への讃歌」
同年発売シングル盤と別アレンジ。1975年のシングル『今はもうだれも』のB面に収録されているバージョンに近いが、演奏の速さはシングル盤とほぼ同じである。